# Phonognatha vicitra
Phonognatha vicitra là một loài nhện trong họ Araneidae.
Loài này thuộc chi Phonognatha. Phonognatha vicitra được miêu tả năm 1928 bởi Sherriffs.